# لافاييت بانل
لافاييت بانل (بالإنجليزية: Lafayette Bunnell)‏ هو مستكشف وطبيب وكاتب أمريكي، ولد في 13 مارس 1824 في روتشستر في الولايات المتحدة، وتوفي في 21 يوليو 1903 في Homer, Minnesota ‏ في الولايات المتحدة.